# Si - Detrás de las paredes
Si - detrás de las paredes es el cuarto y último álbum en vivo del conjunto Sui Generis, compuesto por Charly García y Nito Mestre. Grabación doble de los recitales realizados Estadio Alberto J. Armando y en el Parque Sarmiento de Buenos Aires (Argentina); y una serie de temas grabados en estudio. 

## Antecedentes y grabación
El 7 de diciembre de 2000, Sui Generis volvía en vivo con un show multitudinario en el Estadio de Boca Juniors donde se tocaron más de 40 temas con invitados como Fito Páez, León Gieco, Mercedes Sosa y Pedro Aznar. Algún sector de la prensa criticó a Charly y a Nito por haber organizado el concierto únicamente con ambiciones económicas. Quizás como respuesta, el dúo organizó un show gratuito en el Parque Sarmiento, el sábado 13 de enero de 2001. Ambos shows fueron registrados por un estudio móvil y editados en un CD doble con el nombre de "Si - Detrás de las paredes", a través del sello Universal. Este trabajo, además, incluyó algunas canciones grabadas en estudio.
La gira siguió por Uruguay casi después del show en Boca, y continuó en Chile, en lo que sería a la postre el último concierto del dúo ese año. En enero de 2001, volvieron a Buenos Aires con un show gratuito en Parque Sarmiento con 150.000 personas. Luego terminaron su periplo en Perú. Los shows de Boca y Parque Sarmiento se reflejan en este disco. En el título, el término si se refiere a la nota musical.

## Lista de temas
CD 1
1. «Cuando ya me empiece a quedar solo» (Charly García)
2. «Rasguña las piedras» (Charly García)
3. «Instituciones» (Charly García)
4. «Necesito» (Charly García)
5. «Amigo, vuelve a casa pronto» (Charly García)
6. «Yo soy su papá» (Todd Rundgren)
7. «Canción para mi muerte/Purple Rain» (Charly García/Prince)
8. «Amo lo extraño» (Charly García)
9. «Cuando te vayas» (Charly García)
10. «Ya no te quiero» (Charly García)
11. «Confesiones de invierno» (Charly García)
12. «Mariel y el capitán» (Charly García)

CD 2
1. «Telepáticamente» (Charly García)
2. «Espejos» (Charly García)
3. «Aprendizaje» (Charly García)
4. «El chico y yo» (Carlos Vila Dibello)
5. «Tribulaciones, lamento y ocaso de un tonto rey imaginario, o no» (Charly García)
6. «La colina de la vida» (León Gieco)
7. «Me tiré por vos» (Charly García)
8. «Tango en segunda» (Charly García)
9. «El tuerto y los ciegos» (Charly García)
10. «Para quién canto yo entonces» (Charly García)

## Músicos

### Sui Géneris
- Charly García: piano, órgano, bajo, sintetizadores, guitarras, batería, efectos y voz.
- Nito Mestre: voz, guitarra acústica y flauta traversa.

### Músicos
- María Gabriela Epumer: guitarras y voz.
- Mariela Chintalo: saxo y voz.
- Diego Dubarray: teclados y batería.
- Ulises Di Salvo: chelo.
- Erika Di Salvo: violín.
- Gillespi: trompeta.
- Pocho Lapouble: batería.
- Gabriel Said: percusión.
- Ernesto Salgueiro: guitarra acústica.
- Gabriel Senanes: director de la Say No More Symphony Orchestra en «Yo soy su papá».
- Mario Serra: batería.
- Paco Weht: bajo en 17 y 21.

## Invitados
- Pedro Aznar: bajo y voz en «El chico y yo» y «Espejos»
- Gustavo Cerati: guitarra y voz en «Rasguña las piedras».
- León Gieco: guitarra, armónica y voz en «Aprendizaje» y «La colina de la vida».
- Ricardo Mollo: guitarra en «Necesito».
- Fito Páez: piano.
- Mercedes Sosa: voz en «El tuerto y los ciegos».
- Pablo Milanes y Eugenia León: voces en «Telepáticamente»

- Datos: Q6127291